# Zofia Dzierżyńska

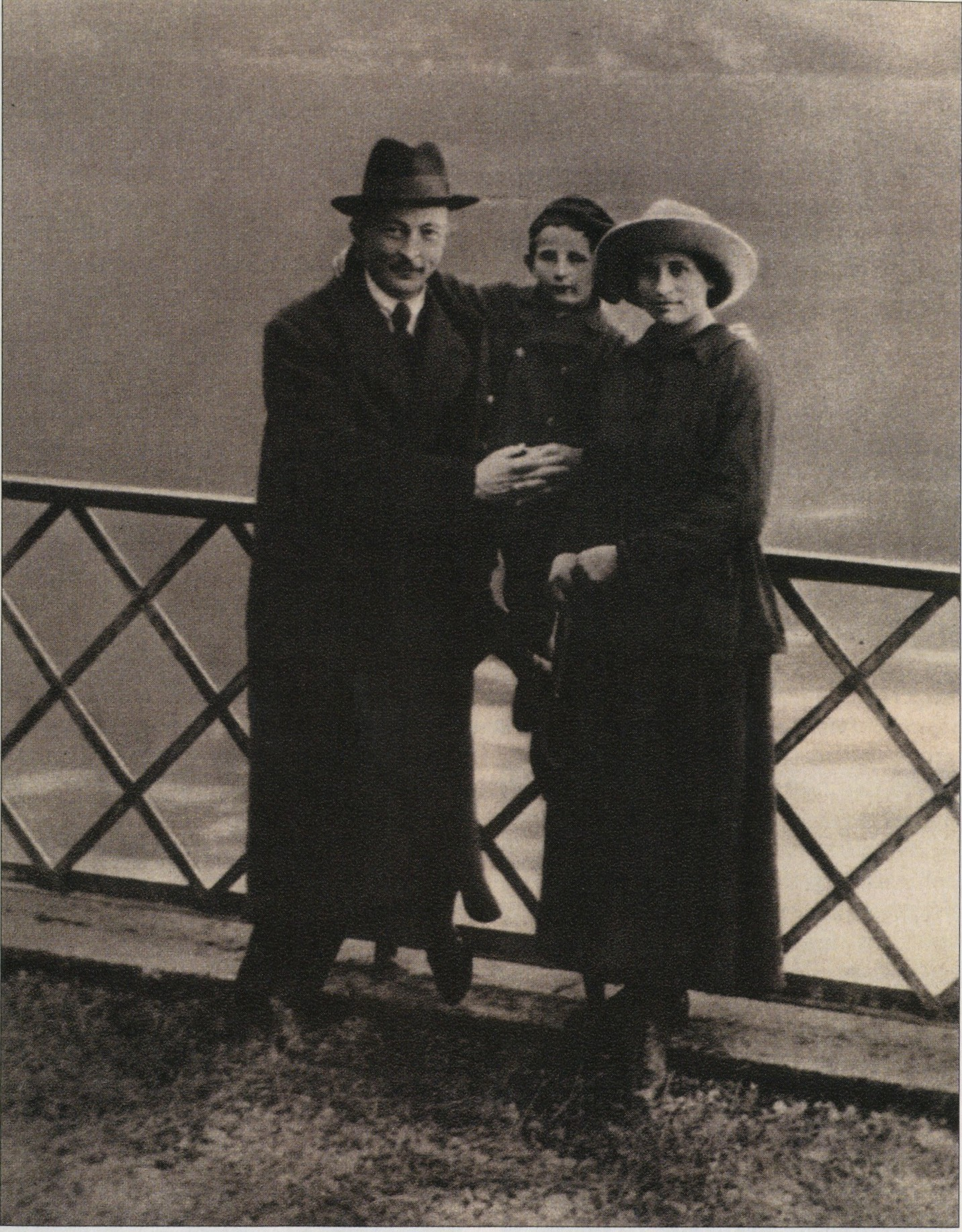
Feliks Dzierżyński, Sohn Janek und Zofia Dzierżyńska, Lugano, Schweiz, Oktober 1918

Zofia Julia Sigizmundovna Dzierżyńska, geborene Muszkat, (* 4. Dezember 1882 in Warschau, Kongresspolen, Russisches Kaiserreich; † 27. Februar 1968 in Moskau) war eine polnische sozialdemokratische, später kommunistische Politikerin (SDKPiL). Sie stammte aus einer jüdischen Familie, war eine Jugendfreundin Rosa Luxemburgs und mit Feliks Dzierżyński verheiratet. Ihren einzigen Sohn Janek gebar sie am 23. Juni 1911 im Frauengefängnis „Serbia“. Nach einem halbjährigen Aufenthalt an der sowjetischen diplomatischen Mission in Bern 1918–19 lebte sie seit 1920 in Moskau.

## Leben

### Familie
Zofia Dzierżyńska entstammte einer polonisierten kleinbürgerlichen jüdischen Intellektuellenfamilie. Ihr Vater Zygmunt Muszkat, Sohn eines Gutsverwalters, war Angestellter einer Warschauer Buchhandlung und war 1863 aktiv am Januaraufstand beteiligt. Die Mutter, Salomea Stanislawa Muszkat, geb. Libkind, starb bereits am 22. August 1891 am Kindbettfieber. Die Familie war 1887 zum Katholizismus übergetreten. Dies ermöglichte Zofia und ihrem Bruder Stanislaw den Besuch des Gymnasiums, der für Juden untersagt war.

### Kindheit und Jugend
Ab 7 Jahren erhielt Zofia Klavierunterricht. Diese Kenntnisse sicherten ihr später, besonders in der Verbannung und im Exil, ein Einkommen, wiederum als Klavierlehrerin. 1891 wurde sie in die Mädchenschule aufgenommen, von dort gelangte sie ans Mädchengymnasium. Da Frauen der Zutritt zur Universität verwehrt war, besuchte sie ab 1900 ein Konservatorium, musste ihre Studien aber nach 2 Jahren wieder abbrechen, da der Familie die finanziellen Mittel ausgegangen waren.

### Revolutionärin in Warschau
1902 lernte sie bei ihrer Tätigkeit für die SDKPiL ihren späteren Mann Feliks Dzierżyński kennen. Für die Partei arbeitete sie in der Redaktion der Parteizeitung Czerwony Sztandar, verfasste konspirative Briefe und betätigte sich als Kurierin. 1905 wurde sie erstmals für kurze Zeit verhaftet. Am 1. September 1907 nahm sie eine Stelle als Mathematiklehrerin an einer Warschauer Mädchenschule an. 1909 erfolgte die zweite Verhaftung. Ihre Entlassung war mit der Auflage verbunden, das Land zu verlassen. Zwischenzeitlich arbeitete sie gemeinsam mit Feliks von Krakau aus, das zu Österreich-Ungarn gehörte. Am 27. Dezember 1910 wurde sie ein drittes Mal verhaftet, als sie sich illegal in Warschau auf einer Versammlung aufhielt. Sie wurde in schwangerem Zustand in der Warschauer Zitadelle, später im Frauengefängnis Serbia inhaftiert.

### Verbannung nach Orlinga und Flucht
Am 21. November 1911 wurde Zofia zu lebenslanger Verbannung in Sibirien verurteilt. Ihren im Gefängnis am 23. Juni 1911 geborenen Sohn Jasiek musste sie zur Pflege geben. Am 26. März 1912 wurde sie über Minsk zunächst in die Moskauer Butyrka gebracht. Von dort ging der Transport weiter über Samara, Tscheljabinsk, Krasnojarsk nach Irkutsk. Dort kam sie am 17. April an und blieb dort bis Ende Mai. In einem siebentägigen Fußmarsch ging es weiter nach Katschug ans Ufer der Lena. Auf Holzflößen wurden sie von dort stromabwärts nach Orlinga gebracht. Sie beschrieb den Ort folgendermaßen:

„Obwohl Orlinga Amtsbezirkszentrum war, bestand es nur aus 31 Holzhäuschen. Hier gab es weder Blumen noch Gärten, selbst die kleinen Gemüsegärten am Haus, wie sie in den polnischen Dörfern üblich sind, fehlten.“

Zofia unterrichtete die zehnjährige Tochter ihrer Wirtin in Arithmetik und Russisch und erhielt dafür freie Kost und Logis. Ende Juli bekam Zofia von Feliks einen falschen Pass per Post gesendet, der im Einband eines Buches versteckt war. Außerdem sendete er ihr 100 Rubel. Beides sollte Zofia die Flucht ermöglichen. In Orlinga bestieg sie am 26. August 1912 eines der letzten Postboote zurück nach Katschug. Von dort fuhr sie über Samara und Moskau nach Lublin, wo sie ihren Vater traf. Mithilfe des falschen Passes gelangte sie weiter nach Krakau, wo sie bis Oktober 1914 blieb, bis sie von österreichischen Behörden als russische Staatsbürgerin ausgewiesen wurde. Mit ihrem Sohn Jasiek lebte Zofia anschließend in Zürich, Clarens und Unterägeri und hielt sich mit privaten Klavierstunden über Wasser.

### In Moskau
Nach der Oktoberrevolution reiste Zofia mit einem Zug, der aus Deutschland geflohene russische Kriegsgefangene nach Russland brachte, im Januar 1919 nach Moskau. Auf der Fahrt durch Deutschland waren die Waggons verplombt. Während Feliks Dzierżyński die Tscheka gründete und im Polnisch-Sowjetischen Krieg kämpfte, war Zofia unter anderem als Sekretärin des Polnischen Agitpropbüros bei ZK der KPR(B) tätig und konzipierte Lehrbücher für Schulen.